# Wonosunyo
Wonosunyo is een bestuurslaag in het regentschap Pasuruan van de provincie Oost-Java, Indonesië. Wonosunyo telt 4268 inwoners (volkstelling 2010).